# Diaethria
Diaethria är ett släkte av fjärilar. Diaethria ingår i familjen praktfjärilar.

## Bildgalleri

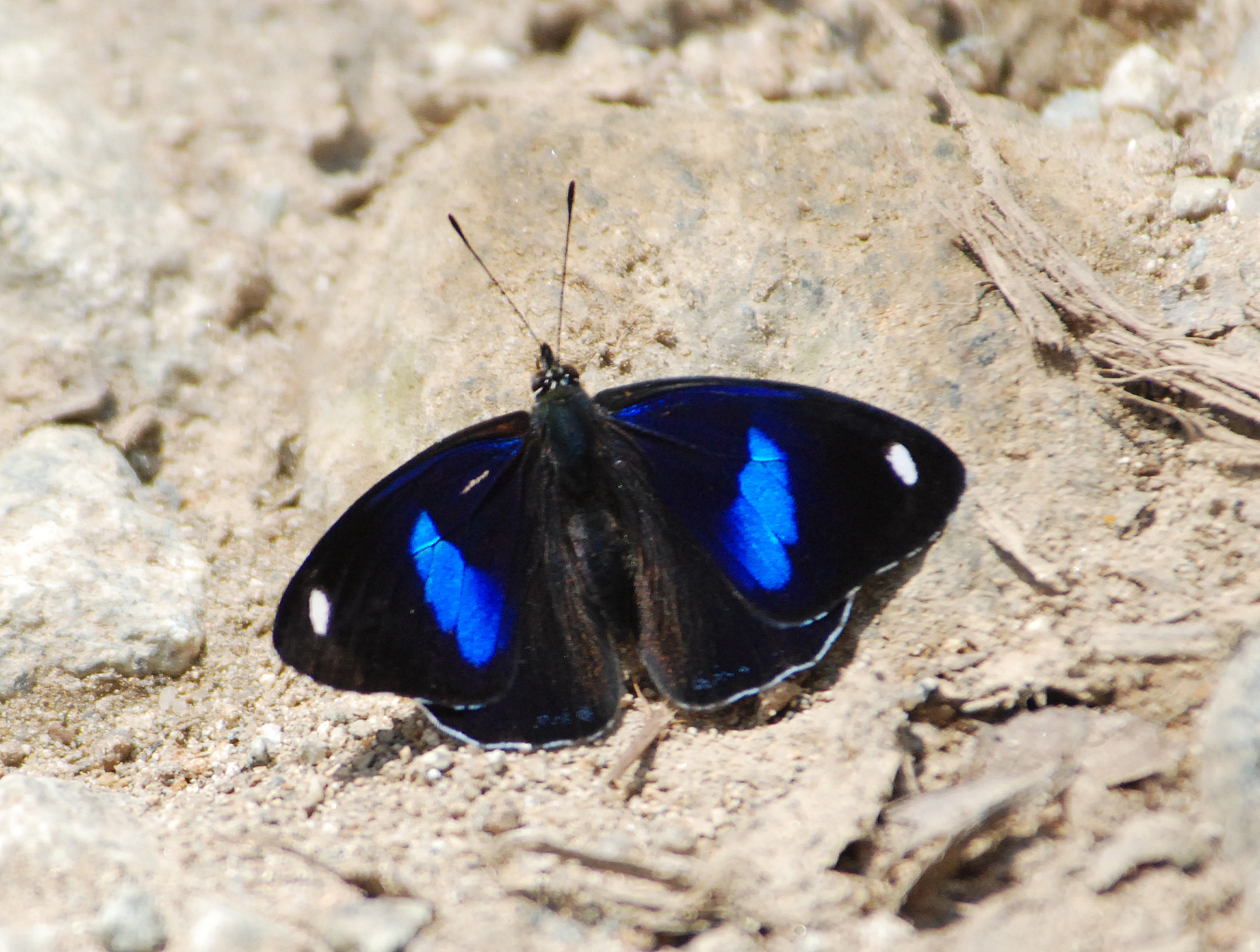

## Dottertaxa tillDiaethria, i alfabetisk ordning[1]
- Diaethria adelographa
- Diaethria anna
- Diaethria antonia
- Diaethria artemis
- Diaethria astala
- Diaethria asteria
- Diaethria aurelia
- Diaethria beleses
- Diaethria bifasciata
- Diaethria bisosto
- Diaethria boliviana
- Diaethria bourcieri
- Diaethria branickii
- Diaethria brevipalpis
- Diaethria breyeri
- Diaethria caelinula
- Diaethria candrena
- Diaethria candrenoides
- Diaethria carmen
- Diaethria ceryx
- Diaethria charis
- Diaethria christopheri
- Diaethria clymena
- Diaethria coelinula
- Diaethria colombiana
- Diaethria communicata
- Diaethria conjuncta
- Diaethria consobrina
- Diaethria cornelia
- Diaethria difascia
- Diaethria discalis
- Diaethria dissoluta
- Diaethria dodone
- Diaethria donckieri
- Diaethria ducei
- Diaethria elinda
- Diaethria eluina
- Diaethria euclides
- Diaethria eupepla
- Diaethria extrema
- Diaethria flava
- Diaethria gabaza
- Diaethria gabazina
- Diaethria granatensis
- Diaethria gueneei
- Diaethria heinrichi
- Diaethria hibernalis
- Diaethria hypera
- Diaethria hypoxantha
- Diaethria intermedia
- Diaethria janeira
- Diaethria kohleri
- Diaethria lidwina
- Diaethria longfieldae
- Diaethria lyde
- Diaethria maldonadoi
- Diaethria marchalii
- Diaethria marginata
- Diaethria merida
- Diaethria meridionalis
- Diaethria metiscus
- Diaethria mixteca
- Diaethria neglecta
- Diaethria nigeriae
- Diaethria nitens
- Diaethria nystographa
- Diaethria ocellata
- Diaethria panthalis
- Diaethria patlensis
- Diaethria patriotica
- Diaethria pavira
- Diaethria peruviana
- Diaethria phlogea
- Diaethria phlogeides
- Diaethria phytas
- Diaethria platytaenia
- Diaethria punctata
- Diaethria septentrionalis
- Diaethria serofa
- Diaethria serpentina
- Diaethria sinamara
- Diaethria splendens
- Diaethria splenditissima
- Diaethria thalassina
- Diaethria wernickei
- Diaethria xicotepecensis